# Minuskel 67
Minuskel 67 (in der Nummerierung nach Gregory-Aland), ε 150 (von Soden) ist eine griechische Minuskelhandschrift des Neuen Testaments auf 202 Pergamentblättern (23,5 × 18 cm). Mittels Paläographie wurde das Manuskript auf das 10. Jahrhundert datiert. Die Handschrift ist nicht vollständig.

## Beschreibung
Der Kodex enthält den Text der vier Evangelien mit einer großen Lücke (Johannes 6,65–21,25). Es wurde zweispaltig mit je 20 Zeilen geschrieben. Sie enthält Eusebische Tabellen, Listen der κεφαλαια, κεφαλαια, τιτλοι, Ammonianische Abschnitte (Matt. 355; Markus 235; Lukas 342), Eusebischen Kanon, Liturgische Lesestücke, und Unterschriften.
Der griechische Text der Kodex ist gemischt. Aland ordnete es in keine Kategorie ein.

## Geschichte
Robert Huntington, anglikanischer Bischof von Raphoe († 1701), brachte diese Handschrift aus dem Osten. Der Kodex wurde von John Mill untersucht.
Der Kodex befindet sich zurzeit in der Bodleian Library (Auct. E. 5, 11) in Oxford.